# سیدکندی (گرمی)
سیدکندی یک منطقهٔ مسکونی در ایران است که در دهستان اجارود شمالی واقع شده‌است. براساس سرشماری مرکز آمار ایران در سال ۱۳۹۵، سیدکندی ۱۷۵ نفر جمعیت دارد.